# Potten (Bjurtjärns socken, Värmland)
Potten är en sjö i Storfors kommun i Värmland och ingår i Göta älvs huvudavrinningsområde.